# Ramón Amaya Amador
Ramón Amaya Amador (n. 29 aprilie, 1916 – d. 24 noiembrie, 1966) a fost un scriitor din Honduras.

## Carti publicate
- Prisión verde, 1945
- Amanecer, 1947
- El indio Sánchez, 1948
- Bajo el signo de la Paz, 1952
- Constructores, 1957
- El señor de la sierra, 1957
- Los brujos de Ilamatepeque, 1958
- Biografía de un machete, 1959
- Destacamento Rojo, 1960
- El camino de mayo, 1963
- Cipotes, 1963
- Con la misma herradura, 1963
- Jacinta Peralta, 1964
- Operación gorila, 1965